# Кононов Микола Павлович
Кононов Микола Павлович  (1909—?) — радянський російський кінооператор документального кіно. Нагороджений медалями.
Народ. 6 грудня 1909 р. в Ленінграді в робітничій родині. Закінчив операторський факультет Ленінградського інституту кіноінженерів (1935).
Працював на «Ленфільмі» (1935—1942), на Центральній студії документальних фільмів (1942—1953) та Українській студії хронікально-документальних фільмів (1953—1958). З 1960 р. — оператор «Ленфільму». 
Зняв в Україні кінокартини: «Навіки з російським народом» (1954, у співавт. з Я. Марченком i І. Кацманом), «З кіноапаратом по Кракову» (1958, у співавт.), «Дзержинці» (1958, реж.-оп.). 
Був членом Спілки кінематографістів України.